# Pineus coloradensis
Pineus coloradensis är en insektsart som först beskrevs av David D. Gillette 1907.  Pineus coloradensis ingår i släktet Pineus och familjen barrlöss. Inga underarter finns listade i Catalogue of Life.